# Microcharis tisserantii
Microcharis tisserantii är en ärtväxtart som först beskrevs av François Pellegrin, och fick sitt nu gällande namn av Brian David Schrire. Microcharis tisserantii ingår i släktet Microcharis och familjen ärtväxter. Inga underarter finns listade i Catalogue of Life.